# Erlenfurt
Erlenfurt ist ein Gemeindeteil der Gemeinde Rothenbuch im unterfränkischen Landkreis Aschaffenburg in Bayern.

## Geographie
Der Weiler liegt im Spessart im Tal der Hafenlohr an der Kreisstraße AB 6, direkt an der Grenze zum Landkreis Main-Spessart. Ungefähr 2 km westlich liegt der Weiler Lichtenau, etwa 500 m südöstlich das zu Hafenlohr gehörende Forsthaus Diana.

## Geschichte
Das Forsthaus Erlenfurt wurde in den Jahren 1861 bis 1863 erbaut. Es befindet sich an der Grenze des rheinfränkischen und des mainfränkischen Dialektgebietes (Äppeläquator). Das Forsthaus mit Nebengebäuden ist heute denkmalgeschützt.